# Tùng Đào
Huyện tự trị dân tộc Miêu Tùng Đào (chữ Hán giản thể: 松桃苗族自治县 Sōngtáo Miáozú ZìzhìXiàn, âm Hán Việt: Tùng Đào Mao tộc Tự trị huyện) là một huyện thuộc địa cấp thị Đồng Nhân, tỉnh Quý Châu, Cộng hòa Nhân dân Trung Hoa. Huyện này có diện tích 3400 ki-lô-mét vuông, dân số năm 2002 là 620.000 người, trong đó dân tộc thiểu số chiếm 41%. Mã số bưu chính của huyện là 554100 Huyện Giang Khẩu được chia thành 13 trấn và 15 hương.